# Ulisses Morais
Ulisses Manuel Moreira Morais, noto semplicemente come Ulisses Morais (Almoster, 22 novembre 1959), è un allenatore di calcio ed ex calciatore portoghese, di ruolo attaccante.

## Palmarès

### Allenatore

#### Competizioni nazionali
- Malaysia Super League: 1

Johor Darul Ta'zim: 2017